# West Peoria (Illinois)
West Peoria es una ciudad ubicada en el condado de Peoria en el estado estadounidense de Illinois. En el Censo de 2010 tenía una población de 4458 habitantes y una densidad poblacional de 1.357,45 personas por km².

## Geografía
West Peoria se encuentra ubicada en las coordenadas 40°41′56″N 89°37′58″O / 40.69889, -89.63278. Según la Oficina del Censo de los Estados Unidos, West Peoria tiene una superficie total de 3.28 km², de la cual 3.28 km² corresponden a tierra firme y (0%) 0 km² es agua.

## Demografía
Según el censo de 2010, había 4458 personas residiendo en West Peoria. La densidad de población era de 1.357,45 hab./km². De los 4458 habitantes, West Peoria estaba compuesto por el 79.45% blancos, el 14.4% eran afroamericanos, el 0.54% eran amerindios, el 1.08% eran asiáticos, el 0% eran isleños del Pacífico, el 1.46% eran de otras razas y el 3.07% pertenecían a dos o más razas. Del total de la población el 2.96% eran hispanos o latinos de cualquier raza.